# Bactrocera pectoralis
Bactrocera pectoralis
 es una especie de insecto díptero que Walker describió científicamente por primera vez en 1859. Esta especie pertenece al género Bactrocera de la familia Tephritidae.  